# Radioterapija z zajemom nevtrona
Radioterapija z zajemom nevtronov, posebej Boron Neutron Capture Therapy (BNCT), je specializirana oblika radioterapevtskega zdravljenja, ki uporablja edinstvene lastnosti bora-10 za ciljanje in uničevanje rakavih celic. Pri BNCT se bor-10 selektivno dostavi tumorskim celicam, kjer je nato obsevan z nizkoenergijskimi nevtroni. Ta proces vodi do jedrskega zajema in cepitvenih reakcij, kar povzroči sproščanje visokoenergijskih delcev alfa, ki specifično poškodujejo rakave celice, medtem ko ohranjajo okoliško zdravo tkivo.
BNCT je pokazala obetavne rezultate pri zdravljenju različnih vrst rakov, vključno z visokorazrednimi gliomi, ponavljajočimi se tumorji v predelu glave in vratu ter nekaterimi vrstami melanomov. Terapevtska učinkovitost BNCT je bila dokazana v kliničnih študijah, kar poudarja njen potencial kot ciljno in učinkovito obliko zdravljenja raka.
Ena ključnih prednosti BNCT je njena sposobnost dostavljanja visokih odmerkov sevanja specifično tumorskim celicam, medtem ko minimalno poškoduje normalna tkiva. Ta ciljni pristop zmanjšuje stranske učinke, ki so običajno povezani s tradicionalno radioterapijo, zaradi česar je BNCT obetavna možnost za bolnike z rakom, ki ga je težko zdraviti.
S napredovanjem raziskav na področju borovih dostavnih agensov in terapije z zajemom nevtronov, BNCT obeta velike možnosti za izboljšanje izidov zdravljenja raka. Z izkoriščanjem moči bora-10 in obsevanja z nevtroni BNCT ponuja nov in ciljan pristop k radioterapiji, ki lahko koristi bolnikom z različnimi vrstami raka.

## Zgodovina
Razvoj in evolucija Borove Neutron Capture Terapije (BNCT) kot modalitete zdravljenja raka so zaznamovani z pomembnimi mejniki in napredki na področju radiacijske onkologije.
BNCT je izvirala iz pionirskega dela raziskovalcev, ki so prepoznali potencial uporabe edinstvenih lastnosti bora-10 pri zdravljenju raka. Koncept BNCT je bil prvič predlagan sredi 20. stoletja, pri čemer so zgodnji poskusi pokazali selektivno privzemanje borovih spojin s strani tumorskih celic.
Skozi leta so raziskovalci in kliniki neutrudno delali na izpopolnjevanju tehnik in protokolov, vključenih v BNCT. To je vključevalo optimizacijo dostave borovih agensov na tumorska mesta, razvoj metod za izboljšanje učinkovitosti zajema nevtronov ter izboljšanje strategij načrtovanja in izvajanja zdravljenja.
Evolucijo BNCT so oblikovale kombinacije predkliničnih študij, kliničnih preizkusov in tehnoloških napredkov. Zgodnje klinične študije so se osredotočale na dokazovanje izvedljivosti in varnosti BNCT pri zdravljenju različnih vrst rakov, zlasti tistih z omejenimi možnostmi zdravljenja.
Ker se BNCT še naprej razvija, trenutne raziskave stremijo k nadaljnjemu povečanju učinkovitosti in natančnosti te modalitete zdravljenja. Napredki pri borovih dostavnih agensih, nevtronskih virih in tehnikah načrtovanja zdravljenja odpirajo pot širši uporabi BNCT pri obvladovanju raka.
1. Robert F. Barth: Vodilni raziskovalec na področju BNCT, pomembno je prispeval k razvoju in napredku borovih dostavnih agensov za terapijo zajema nevtronov pri zdravljenju raka. Njegovo delo je osredotočeno na optimizacijo ciljanja in dostave borovih spojin tumorskim celicam.
2. Weilian Yang: Še en pomemben raziskovalec, ki je sodeloval pri študijah, povezanih z borovimi dostavnimi agensi in BNCT. Prispevki Yanga so pripomogli k boljšemu razumevanju mehanizmov in potencialnih aplikacij terapije zajema nevtronov pri zdravljenju raka.
3. Albert H. Soloway: Priznan znanstvenik, znan po svojih prispevkih k razvoju borovih dostavnih agensov za terapijo zajema nevtronov, vključno z natrijevim borokaptatom (BSH). Delo Solowaya je bilo ključnega pomena za napredek na področju BNCT.
4. Sodelujoče raziskovalne ustanove: Različne raziskovalne ustanove in univerze, kot sta The Ohio State University in West China Hospital, so imele ključno vlogo pri izvajanju študij in kliničnih preizkusov, povezanih z BNCT. Ta sodelovalna prizadevanja so bila bistvena za napredek razumevanja in uporabe terapije zajema nevtronov pri zdravljenju raka.

Na splošno razvoj BNCT kot modalitete zdravljenja raka odraža sodelovalna prizadevanja raziskovalcev, klinikov in industrijskih partnerjev, ki so predani izkoriščanju moči radiacijske terapije za izboljšane izide pacientov.

## Mehanizem delovanja
Borov Neutron Capture Therapy (BNCT) je edinstven radioterapevtski pristop, ki izkorišča jedrske zajeme in cepitvene reakcije bora-10, ko je obsevan z nevtroni, za selektivno ciljanje in uničevanje rakavih celic. Mehanizem delovanja BNCT vključuje več ključnih korakov, ki poudarjajo njeno specifičnost in učinkovitost pri zdravljenju raka:
Selektivni privzem bora-10: Pred zdravljenjem z BNCT se bolniku aplicira spojina, ki vsebuje bor, kot sta natrijev borokaptat (BSH) ali boronofenilalanin (BPA). Te spojine so zasnovane tako, da se prednostno kopičijo v tumorskih celicah zaradi njihovih specifičnih mehanizmov privzema.
Obsevanje z nevtroni: Ko se spojine bora-10 nakopičijo v tumorskem tkivu, je bolnik izpostavljen snopu nizkoenergijskih nevtronov. Ti nevtroni lahko prodrejo v tkiva in reagirajo z atomi bora-10, prisotnimi v tumorskih celicah.
Jedrske zajemne in cepitvene reakcije: Ko atom bor-10 zajame nevtron, pride do jedrske reakcije, ki vodi do tvorbe vzbujenega atoma bora-11. Ta vzbujeni atom bora-11 se nato hitro razpade in se razdeli na visokoenergijske alfa delce in jedra litija-7.
Lokalizirana poškodba celic: Visokoenergijski alfa delci in jedra litija, ki nastanejo med jedrskimi reakcijami, imajo zelo kratek domet delovanja, običajno v velikosti nekaj celičnih premerov. Ta omejeni domet omogoča natančno ciljanje rakavih celic, medtem ko se prihrani okoliško zdravo tkivo.
Celična smrt in uničenje tumorja: Alfa delci in jedra litija, sproščeni med cepitvenimi reakcijami, povzročijo znatno poškodbo tumorskih celic na molekularni ravni, kar vodi v smrt celic. Kumulativni učinek teh ciljanih jedrskih reakcij povzroči uničenje rakavega tkiva, medtem ko se minimalno poškodujejo normalne celice.
Z izkoriščanjem edinstvenih lastnosti bora-10 in obsevanja z nevtroni BNCT ponuja zelo selektivno in lokalizirano modaliteto zdravljenja raka. Jedrske zajemne in cepitvene reakcije bora-10 igrajo ključno vlogo pri terapevtski učinkovitosti BNCT, kar jo naredi za obetaven pristop pri obvladovanju nekaterih vrst rakov.

## Dovajalci bora usmerjeni v tumorje
Tumorske tarčne dostavne spojine bora igrajo ključno vlogo pri Borovi Neutron Capture Terapiji (BNCT) z omogočanjem selektivne dostave bora-10 do rakavih celic, s čimer povečujejo učinkovitost in specifičnost zdravljenja. Te spojine so bistvene komponente binarnega sistema BNCT, saj zagotavljajo, da se borove spojine prednostno kopičijo v tumorskih tkivih za učinkovite reakcije zajema nevtronov.
Obstoječa zdravila z nizko molekulsko maso, ki vsebujejo bor in se uporabljajo v klinični praksi, vključujejo boronofenilalanin (BPA) in natrijev borokaptat (BSH). Čeprav so ta zdravila pokazala terapevtsko učinkovitost pri bolnikih z visokorazrednimi gliomi, ponavljajočimi se tumorji glave in vratu ter določenimi melanomi, niso brez omejitev. Trenutne spojine imajo lahko suboptimalno porazdelitev in profile privzema, kar lahko omeji njihovo učinkovitost v določenih primerih.
Obstaja nujna potreba po razvoju novih, bolj učinkovitih dostavnih spojin bora za BNCT. Raziskovalna prizadevanja so usmerjena v iskanje novih spojin z izboljšano selektivnostjo za tumorje, večjim privzemom v rakavih celicah in boljšimi farmakokinetičnimi lastnostmi. Cilj je premagati omejitve obstoječih spojin in optimizirati dostavo bora-10 za največjo terapevtsko korist pri zdravljenju raka.
S poudarjanjem pomena dostavnih spojin bora v BNCT, priznavanjem obstoječih zdravil z nizko molekulsko maso, ki se uporabljajo v klinični praksi, in izpostavljanjem potrebe po inovativnih in izboljšanih spojinah, raziskovalci stremijo k napredku na področju terapije zajema nevtronov in izboljšanju njenega potenciala kot ciljno usmerjene in natančne modalitete zdravljenja raka.

## Klinična uporaba
Specifične klinične študije, izvedene na Japonskem in v Evropi, zagotavljajo dragocene vpoglede v uporabo borovih dostavnih agensov, kot sta boronofenilalanin (BPA) in natrijev borokaptat (BSH), pri bolnikih z visokorazrednimi gliomi. Ti preizkusi prispevajo k rastočemu številu dokazov, ki podpirajo klinično uporabnost BNCT pri določenih skupinah bolnikov z rakom.
Na primer, študije kažejo učinkovitost BNCT pri zdravljenju ponavljajočih se malignih gliomov, pri čemer so opazili izboljšane rezultate preživetja pri bolnikih, ki se zdravijo s tem ciljno usmerjenim radioterapevtskim pristopom. Poleg tega se BNCT raziskuje kot možnost zdravljenja za kožne in nekožne melanome, kar dokazuje njeno vsestranskost pri različnih vrstah rakov.

### Učinkovitost pri malignih gliomih
Študije so pokazale učinkovitost BNCT pri zdravljenju ponavljajočih se malignih gliomov, z izboljšanimi rezultati preživetja pri bolnikih, ki se zdravijo s tem ciljno usmerjenim radioterapevtskim pristopom.

### Raziskave na melanomih
BNCT se raziskuje tudi kot možnost zdravljenja za kožne in nekožne melanome, kar dokazuje njeno vsestranskost pri različnih vrstah rakov.
S poudarjanjem teh primerov kliničnih študij in preizkusov, zlasti v kontekstu glioblastoma multiforme in malignih melanomov, članek izpostavlja potencial BNCT kot ciljno usmerjene in učinkovite modalitete zdravljenja zahtevnih rakov. Dokazi iz teh kliničnih raziskav podpirajo nadaljnje raziskovanje in optimizacijo BNCT za širšo klinično uporabo v onkologiji.

## Prihodnja perspektiva
Je ključnega pomena razpravljati o potencialnih novih dostavnih spojinah bora, ki so trenutno v razvoju, vendar še niso bile deležne kliničnih študij biodistribucije. To poudarja trajna raziskovalna prizadevanja, usmerjena v izboljšanje učinkovitosti in specifičnosti BNCT s pomočjo razvoja novih spojin.
V članku je omenjeno, da kljub obstoječim nizkomolekularnim zdravilom, ki vsebujejo bor in se uporabljajo v klinični praksi, kot so boronofenilalanin (BPA) in natrijev borokaptat (BSH), obstaja potreba po novih in bolj učinkovitih dostavnih spojinah bora. Raziskovalci aktivno raziskujejo različne nove spojine z izboljšanimi zmožnostmi ciljanja tumorjev in izboljšanimi farmakokinetičnimi lastnostmi, da bi naslovili omejitve trenutnih spojin in optimizirali dostavo bora-10 za BNCT.
Te potencialne nove dostavne spojine bora vključujejo porfirine, aminokisline, poliamine, nukleozide, peptide, monoklonska protitelesa, liposome, nanopartikle, borove skupine spojin in kopolimere. Čeprav te spojine kažejo obetavne rezultate v predkliničnih študijah in eksperimentalnih modelih, še niso napredovale do faze kliničnih študij biodistribucije.

## Opazna raziskava
- Raziskovalci so raziskali širok spekter spojin, kot so spojine, ki vsebujejo bor, kot so porfirini, aminokisline, poliamini, peptidi, monoklonska protitelesa, liposomi, nanopartikli in borove skupine spojin, v prizadevanju za optimizacijo dostave bor-10 za zajem nevtronov v rakavih celicah.

- Poleg tega izpostavljamo raziskovalna prizadevanja, usmerjena v izboljšanje selektivnosti dostavnih spojin bora z njihovo vključitvijo v tumorsko usmerjene sestavine, kot so nenaravne aminokisline, proteini, nukleozidi in sladkorji. Ti inovativni pristopi si prizadevajo izboljšati specifičnost BNCT za rakave celice, hkrati pa zmanjšati privzem v normalnih tkivih, s čimer se izboljša terapevtski indeks zdravljenja.

- Ključni ugotovitve raziskovalnih študij, kot so tiste, ki ocenjujejo učinkovitost BNCT v predkliničnih modelih glioblastoma in melanoma, zagotavljajo dragocene vpoglede v potencial tega terapevtskega pristopa za zahtevne malignosti. Poleg tega so napredki na področju slikovnih tehnik, kot je pozitronska emisijska tomografija (PET) s fluorom-18-označenim boronofenilalaninom (BPA), omogočili raziskovalcem boljšo oceno privzema tumorja borovih spojin in izboljšanje načrtovanja zdravljenja.